# ماهکان
ماهکان یک روستا در ایران است که در دهستان نهارجان شهرستان سربیشه واقع شده‌است. ماهکان ۴۳ نفر جمعیت دارد.